# ديفيد موريس (لاعب كرة قدم)
ديفيد موريس (بالإنجليزية: David Morris)‏ (20 سبتمبر 1957 بسوانزي في المملكة المتحدة - ) هو مدرب كرة قدم ولاعب كرة قدم بريطاني في مركز الهجوم. لعب مع مانشستر يونايتد ونادي يورك سيتي.

## وصلات خارجية
- دايفيد موريس على موقع قاعدة بيانات كرة القدم.إي يو (الإنجليزية)